# Bouaichoune
Bouaichoune (em árabe: بوعيشون) é uma comuna localizada na província de Médéa, Argélia. De acordo com o censo de 2008, a população total da cidade era de 4 309 habitantes.